# Virgin Berry
Virgin Berry（バージンベリー）は、日本の音楽ユニットである。2000年1月結成。2000年8月インディーズデビュー。2003年6月ブロー・ウィンド・レコードよりメジャーデビュー。2003年12月無期限活動休止。

## メンバー
- Aya（現・右藤綾子、神奈川県綾瀬市出身、O型、1977年12月29日 - ）ボーカル
- 浅野ケン（神奈川県小田原市出身、A型、1975年2月3日 - ）ギター/シンセサイザー

## 概要
結成当初は女性ボーカル版ビジュアル系ロックユニットという触れ込みでインディーズデビューしたが、セールスが振るわずポップス系に路線変更。
川崎フロンターレサポーターと共に作り上げた2ndシングル「Till the End of Time 〜がんばれ!川崎フロンターレ Back to J1!!〜」により、メジャーにステップアップ。「マルチボーカリストAyaとアレンジャー浅野ケンによる遊園地系エンタメユニット」というキャッチコピーでメジャーデビュー。
全体的にアップテンポのポップな曲は浅野が作曲し、バラード等スローテンポの曲はAyaが作曲している。作詞に関しては主にAyaが担当しているが、作品によっては別の作詞家が関与している。編曲は全曲浅野が担当するが、初期はツボイリカとの共同アレンジ。
2003年12月29日、Ayaの26歳のバースデーに限定発売されたライブビデオ「postscript」の巻末コメントにて、無期限活動休止を発表した。

## エピソード
結成のきっかけは、浅野が主宰するインディーズレーベル「a.e.records」のオーディションでAyaを発掘したことにある。その時Ayaが提出したデモテープはDREAMS COME TRUEの「未来予想図II」であった。
2002年頃からAyaはソロ活動を並行し、浅野は編曲家としての活動も始める。
メジャーデビュー曲「LOVE ESSENCE」は、インディーズ時代に発売されている「Till the End of Time 〜がんばれ!川崎フロンターレ Back to J1!!〜」の歌詞がリライトされたものだが、川崎フロンターレサポーターへの配慮として「Till the End of Time (Version 2.0) 〜がんばれ!川崎フロンターレ Back to J1!!〜」がカップリングされた。

## 活動休止後の足取り

### Aya
- Virgin Berry活動休止後、オーエイジからイズディスラブへ事務所移籍。
- 右藤綾子に改名し、ソロシンガーとして活動。
- ソロ活動開始から2年間の集大成として、2006年2月にはアルバム『あやこうた*1』を、同年3月には『あやこうた*2』を2ヶ月連続発売。
- 2007年7月にはライブDVD『あやこみち*1』を、同年11月にはシングル「らじこんがーる/ほしのたね」をリリース。
- 2009年12月には、約2年ぶりとなるシングル「桜雨」をリリース。
- 音楽活動以外にも、TBS『開運音楽堂』内に自身のコーナーを持ち、レポーターとしても活動している。また、明治製菓、タカラトミー、味の素、アデランス等、各社サウンドロゴに声の出演もしている。

### 浅野ケン
- Virgin Berry活動休止後、作曲家や編曲家として、楽曲提供といった形で音楽活動を続け、2004年8月にはアイドルグループPLIMEを発掘し、プロデュースを始めるが、2006年夏にPLIMEの所属事務所よりプロデューサーを解任される。
- 翌2007年より同じくアイドルグループC-ZONEのプロデューサーに就任。
- 同時にMANA meets Blue Bajouのギタリストとしてアーティスト活動も再開させ、約2年に及ぶライブ活動を経て、2009年5月にアルバム『prologue』を、同年7月にチバテレビ『速報!今日の高校野球』エンディングテーマ「True Victory」をシングルリリース。
- 現在は株式会社ユニオンミュージックジャパンの代表取締役社長も務める。

## サポートミュージシャン

### ギタリスト
- 種田博之　※レコーディングのみ
- 成田浩一郎　※レコーディングのみ
- 小西一星　※レコーディングのみ
- 伊藤嘉紀
- 神戸輝之
- 鈴木享

### ベーシスト
- KUMA原田　※レコーディングのみ
- 工藤勝洋
- Goro　※レコーディングのみ

### ドラマー
- 宗台春男　※レコーディングのみ
- 山本歩　※ライブのみ
- 2Z

### パーカッショニスト
- 鳴島英治　※レコーディングのみ

### キーボーディスト
- ツボイリカ　※ライブのみ

金澤拓也 ※ライブのみ

## ディスコグラフィー

### シングル
1. Virginity（2000年8月16日/a.e.records）
  1. Virginity
  2. Jealousy
  3. Virginity (American Rock Flavor)
2. Till the End of Time 〜がんばれ!川崎フロンターレ Back to J1!!〜（2001年9月16日/a.e.records）
  1. Till the End of Time 〜がんばれ!川崎フロンターレ Back to J1!!〜（川崎フロンターレ応援歌）
  2. とても逢いたい
  3. Give Me Sugar
  4. シンメトリー
  5. 川崎フロンターレ応援歌メドレー
3. LOVE ESSENCE（2003年6月25日/ブロー・ウィンド・レコード）
  1. LOVE ESSENCE（TBS系『恋のバカヤロー!』エンディングテーマ）
  2. とうめいなくつ
  3. 心の湖 〜Reflections of You〜
  4. Till the End of Time (Version 2.0) 〜がんばれ!川崎フロンターレ Back to J1!!〜（テレビ神奈川『新車情報2003』エンディングテーマ）

### コンピレーション
1. amante（2002年7月21日/chiquita banana）※12曲中に2曲収録
  1. 月の下
  2. Happy Day

### ライブビデオ
1. postscript（2003年12月29日/Papillon Disc）※インターネット限定発売
  1. とうめいなくつ
  2. Give Me Sugar
  3. 月の下
  4. 心の湖 〜Reflections of You〜
  5. Happy Day
  6. LOVE ESSENCE
  7. Jealousy
  8. Virginity